# Céline Widmer
Pour les articles homonymes, voir Widmer.
Céline Widmer, née le 26 mai 1978 à Winterthour (originaire de Mosnang), est une personnalité politique suisse, membre du Parti socialiste (PS). 
Elle est députée du canton de Zurich au Conseil national depuis décembre 2019.

## Biographie
Originaire de Mosnang (SG), Céline Widmer naît le 26 mai 1978 à Winterthour.
Après avoir obtenu une maturité de type E (économie) à Winterthour en 1999, elle suit à partir de 2001 une formation d'ingénieur du son à Aarau et Berne, couronnée par un brevet fédéral en 2003. Elle s'inscrit ensuite en sciences politiques et histoire moderne à l'Université de Zurich et obtient une licence en 2009.
Au terme de ses études, elle travaille cinq ans à l'Institut de science politique de l'Université de Zurich, puis rejoint en 2014 l'état-major de la maire de Zurich Corine Mauch.
Elle est mère séparée de deux enfants, nés en 2010 et 2013, et vit à Zurich.

## Parcours politique
Elle adhère au PS pendant ses études à l'Université de Zurich.
Membre du comité du PS de la ville de Zurich de 2009 à 2014, elle siège au Conseil cantonal de mai 2012 à novembre 2019.
Elle est élue au Conseil national lors des élections fédérales de 2019 et réélue en 2023. Elle siège au sein de la Commission des institutions politiques (CIP).
Elle est présidente du comité zurichois de l'Œuvre suisse d'entraide ouvrière depuis 1er juillet 2016, après avoir été membre de son comité depuis 2013.